# Kakata
Kakata is de hoofdplaats van de Liberiaanse county Margibi.
Bij de volkstelling van 2008 telde Kakata 33.945 inwoners.